# Hjartdal
Hjartdal är en kyrkby i Hjartdals kommun i Telemark fylke i södra Norge. Orten ligger vid fylkesväg 3420 och ån Hjartdøla, väster om Europaväg 134. Här finns Hjartdals kyrka.